# Android.com.pl
Android.com.pl – polski portal internetowy poświęcony tematyce informatycznej oraz nowych technologii. Pierwsze artykuły pojawiły się w sieci w listopadzie 2008 roku. Portal powstał z inicjatywy Jakuba Bereziewicza, a pierwszym redaktorem prowadzącym został Bartosz Dul.

## Działalność
Portal powstał jako dopełnienie forum forum.android.com.pl, by z czasem przerodzić się w pełni niezależną stronę internetową. W 2009 roku uruchomiony został kanał na YouTube, gdzie prezentowane były materiały w formie wideo. W 2018 roku nawiązano współpracę z Coders Lab. W 2022 roku serwis przeszedł rebranding, zmieniona została forma prezentowania wpisów oraz uruchomione zostały nowe działy, rozszerzając tym samym tematykę, którą zajmował się serwis. Redaktorem prowadzącym został Łukasz Gołąbiowski.
Według badania Mediapanel Gemius Android.com.pl był najpopularniejszym niezależnym serwisem technologicznym w Polsce w październiku 2022 roku. W 2024 roku stanowisko redaktora naczelnego objął Piotr Pilewski. Zastępcą redaktora naczelnego został Damian Szymański. 
10 października 2024 roku zostało zorganizowane wydarzenie SET Forum. Wśród zaproszonych gości znaleźli się m.in. profesor Piotr Durka, współtwórca Campus AI Aureliusz Górski, pisarz Krzysztof Domaradzki, prawnik Maciej Kawecki czy Marianna Sidoroff, Dyrektor Departamentu Gospodarki Cyfrowej w Ministerstwie Rozwoju i Technologii.

## Redakcja

### Redaktorzy prowadzący
- Bartosz Dul (2010–2011)
- Piotr Andrzejewski (2011–2013)
- Łukasz Pająk (2013–2022)
- Łukasz Gołąbiowski (od 2022)

### Redaktorzy naczelni
- Jakub Bereziewicz (2008–2024)
- Piotr Pilewski (od 2024)

## Działy
- Technologie – teksty opisujące najnowsze wydarzenia związane z tematyką nowych technologii, cyberbezpieczeństwa, aplikacji oraz rozwiązań informatycznych.
- Recenzje – testy oraz opinie o urządzeniach komputerowych, smartfonach oraz aplikacjach.
- Porady – artykuły pozwalające na rozwiązanie najczęściej występujących problemów związanych z urządzeniami oraz oprogramowaniem.
- Finanse – artykuły poruszające tematykę związaną z finansami, podatkami oraz bankowością elektroniczną.
- Nauka – artykuły o charakterze popularnonaukowym.
- Motoryzacja – artykuły opisujące nowości technologiczne w świecie motoryzacji, elektromobilność oraz recenzje samochodów.
- Rozrywka – artykuły opisujące nowości w świecie elektronicznej rozrywki, recenzje gier oraz filmów.